# Lee Ho-Suk
Lee Ho-Suk (en coreà: 이호석) (Seül, Corea del Sud 1986) és un patinador de velocitat en pista curta sud-coreà, posseïdor de cinc medalles olímpiques.

## Carrera esportiva
Va participar, als 19 anys, en els Jocs Olímpics d'Hivern de 2006 realitzats a Torí (Itàlia), on aconseguí guanyar tres medalles olímipques: la medalla d'or en la prova de 5.000 metres relleus masculins i dues medalles de plata en les proves de 1.000 metres i 1.500 metres. Així mateix, en aquests Jocs, finalitzà dotzè en els 500 metres.
En els Jocs Olímpics d'Hivern de 2010 realitzats a Vancouver (Canadà) aconseguí guanyar dues noves medalles de plata en les proves de 1.000 m. i 5.000 metres relleus. Així mateix finalitzà setè en els 500 m. i dotzè en els 1.500 metres.
Al llarg de la seva carrera ha guanyat 21 medalles en el Campionat del Món de patinatge de velocitat en pista curta, destacant 12 medalles d'or.